# Renegade Animation
Renegade Animation es un estudio de animación que se especializa en la animación por Macromedia Flash. Fue formado en 1992 por el animador Darrell Van Citters y por Ashley Postelwaite para la producción de animaciones por internet. Desde sus orígenes han trabajado en comerciales de televisión, actualmente son reconocidos por ser productores de la serie animada Hi Hi Puffy AmiYumi que se transmite por Cartoon Network.
El estudio también produjo el corto animado Capitán Durán, emitido en 2001 y nominado a un Premio Annie en 2004. De este corto se realizó una secuela titulada Capitán Durán: Los Originales (emitida por el bloque Adult Swim) y que fue nominada a tres Premios Annie en 2003.

## Series y/o cortos animados producidos
- Capitán Durán (2001)
- Capitán Durán: Los Originales (2003)
- Hi Hi Puffy AmiYumi (2004-2006)
- El Show de Tom y Jerry (2014-)